# 250-talet

## Händelser
- 250 - Diofantos skriver Arithmetica den första systematiska avhandlingen om algebra.
- 250 - En pestepidemi börjar i Egypten och sprider sig genom Romarriket.
- 250 - Det afrikanska kungariket Aksum tar kontrollen över handeln på Röda havet.
- 250 - Kofuneran inleds i Japan.
- 250 - Teotihuacán (i nuvarande Mexiko) byggs om till ett kosmogram med fyra kvarter av zapotekiska arkitekter hämtade från Monte Albán i Oaxaca.
- 253 - De trettio tyrannernas period inleds i Romarriket. Många generaler i gränsområdena utropas till kejsare av sina arméer för att förhindra de (främst) germanska invasionerna.
- 259 - Postumus gör uppror mot Gallienus i Gallien. De västra provinserna i Romarriket, Britannien och Spanien går med i hans självständiga rike – numera känt som det Galliska riket.

## Födda
- Omkring 250 – Carinus, kejsare av Rom.
- Omkring 250 – Constantius I Chlorus, kejsare av Rom.
- Omkring 250 – Galerius, kejsare av Rom.
- Omkring 250 – Licinius, kejsare av Rom.
- Omkring 250 – Maximianus, kejsare av Rom.
- Omkring 253 – Numerianus, kejsare av Rom.

## Avlidna
- 20 januari 250 – Fabianus, påve.
- Juni 251 – Decius, kejsare av Rom.
- Juni 251 – Herennius Etruscus, kejsare av Rom.
- November 251 – Hostilianus, kejsare av Rom.
- Juni 253 – Cornelius, påve.
- Augusti 253 – Trebonianus Gallus, kejsare av Rom.
- Augusti 253 – Volusianus, kejsare av Rom.
- September 253 – Aemilianus, kejsare av Rom.
- 5 mars 254 – Lucius I, påve.
- 2 augusti 257 – Stefan I, påve.
- 6 augusti 258 – Sixtus II, påve.